# Cryptomeigenia meridionalis
Cryptomeigenia meridionalis är en tvåvingeart som först beskrevs av Townsend 1912.  Cryptomeigenia meridionalis ingår i släktet Cryptomeigenia och familjen parasitflugor.
Artens utbredningsområde är Peru. Inga underarter finns listade i Catalogue of Life.